# 天主教帕利梅教區
天主教帕利梅教區（拉丁語：Dioecesis Kpalimensis）是多哥一個羅馬天主教教區，屬洛美總教區。
教區成立於1994年7月1日，包括高原區南部五區。2004年有教友295,420人（佔轄區總人口41.3%）、廿六個堂區、七十名司鐸。現任教區主教為貝努瓦·科姆蘭·梅桑·阿洛沃努。